# Erioptera meijerei
Erioptera meijerei är en tvåvingeart som beskrevs av Edwards 1921. Erioptera meijerei ingår i släktet Erioptera och familjen småharkrankar. Inga underarter finns listade i Catalogue of Life.